# Forêt de montagne de Yalta
La Forêt de montagne de Yalta (en ukrainien : Ялтинський гірсько-лісовий природний заповідник ; en russe : Ялтинский горно-лесной природный заповедник) est une réserve naturelle protégée qui couvre une aire entre les Monts de Crimée et la mer Noire. Elle fait partie de Yalta. Son point culminant est le Aï-Petri. Elle est aussi formée de plateaux.
La réserve contient cent quinze espèces endémiques de plantes, la faune est représentée par trente sept espèces d'amphibiens, cent treize espèces d'oiseaux, onze espèces de reptiles et quatre espèces d'amphibiens.

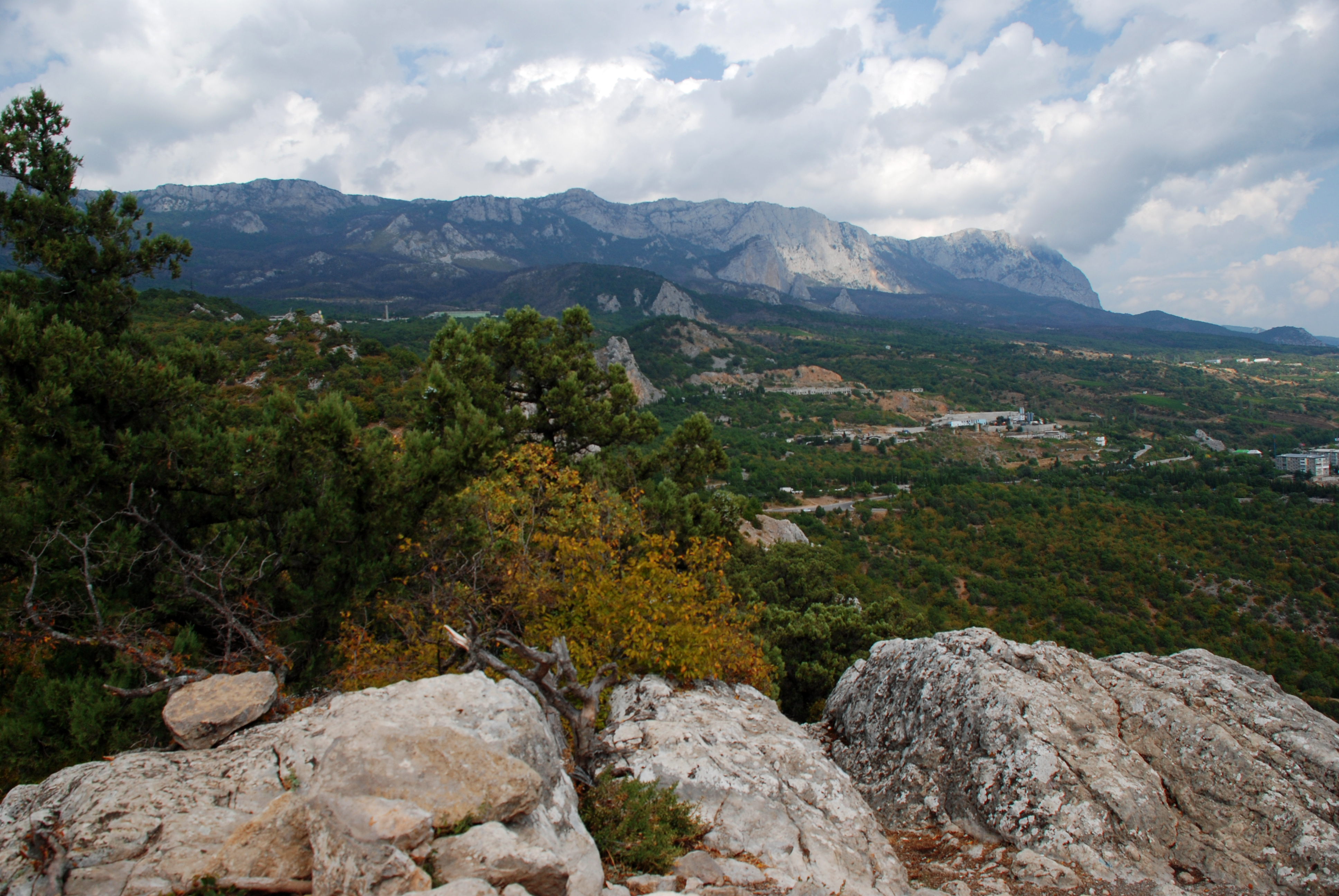
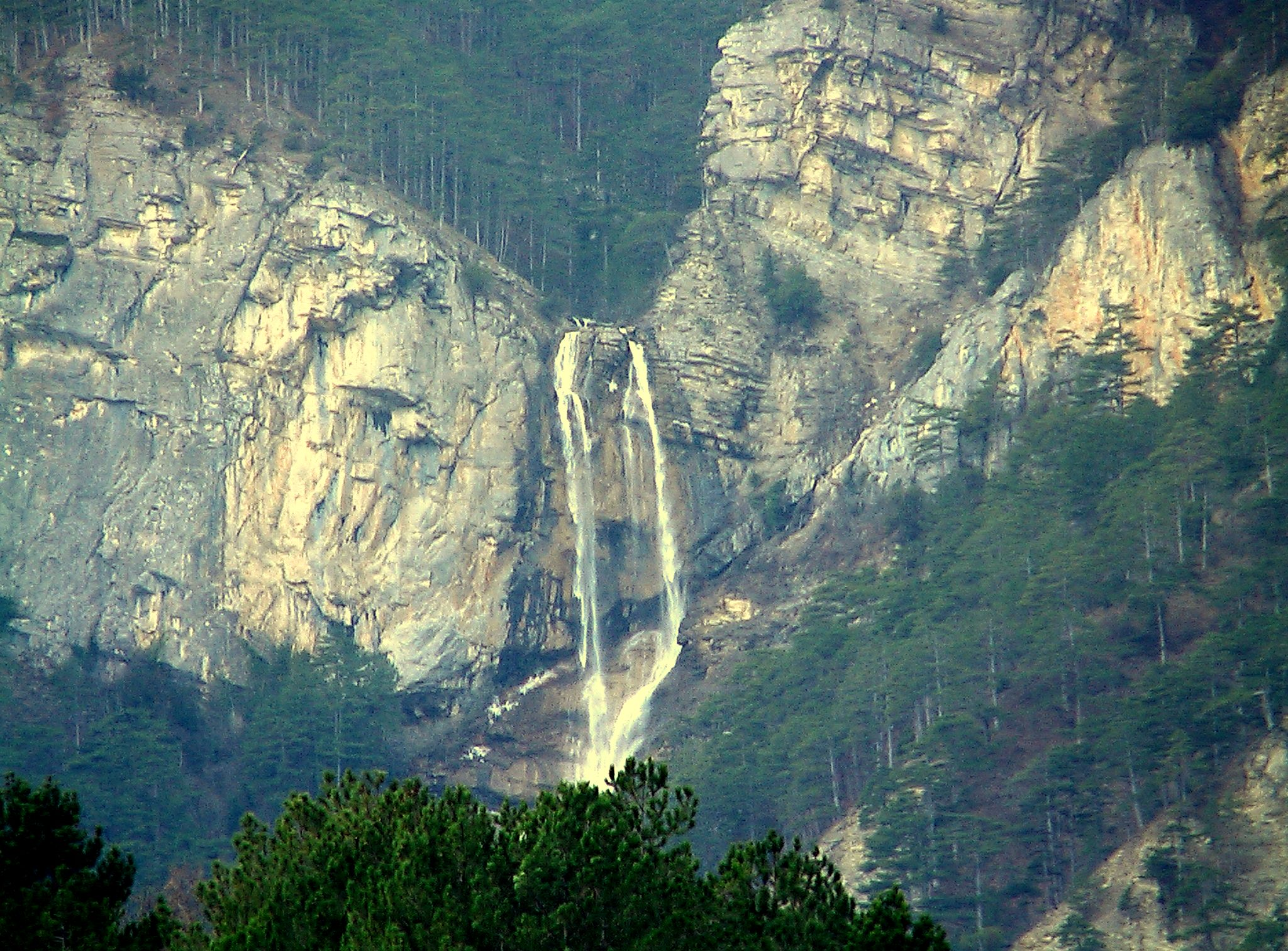
Chute d'eau.
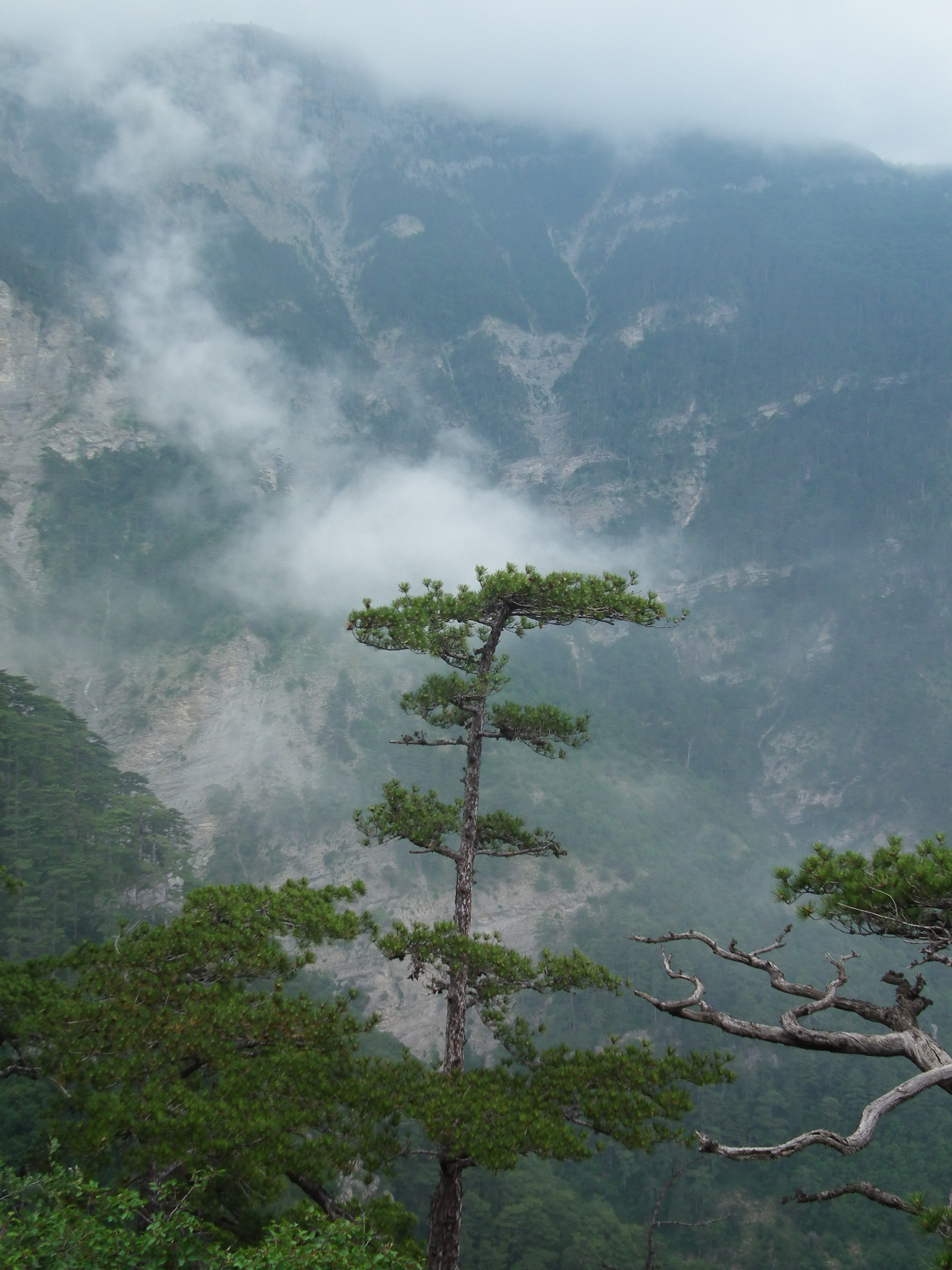
Forêt.
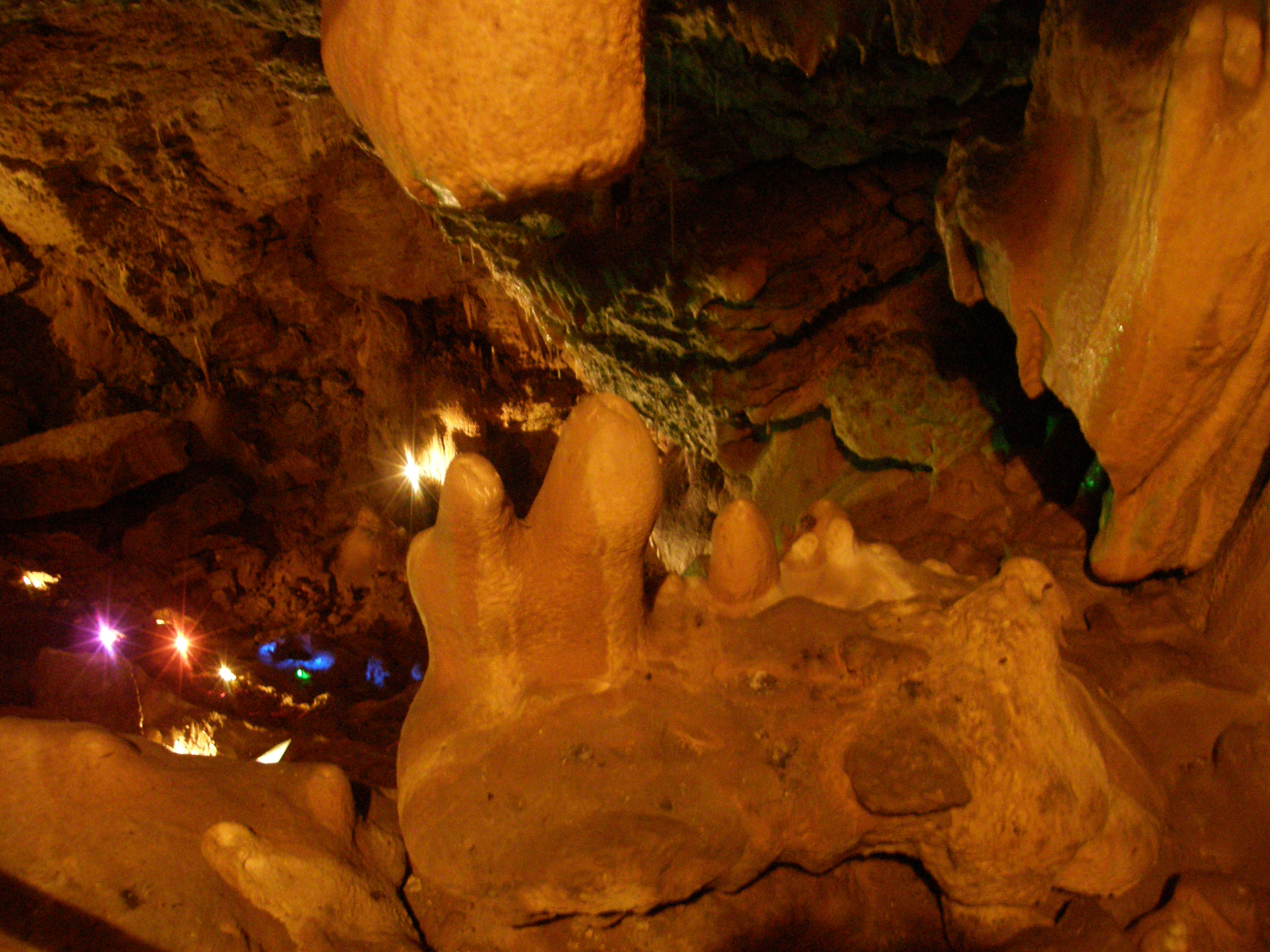
Grotte.
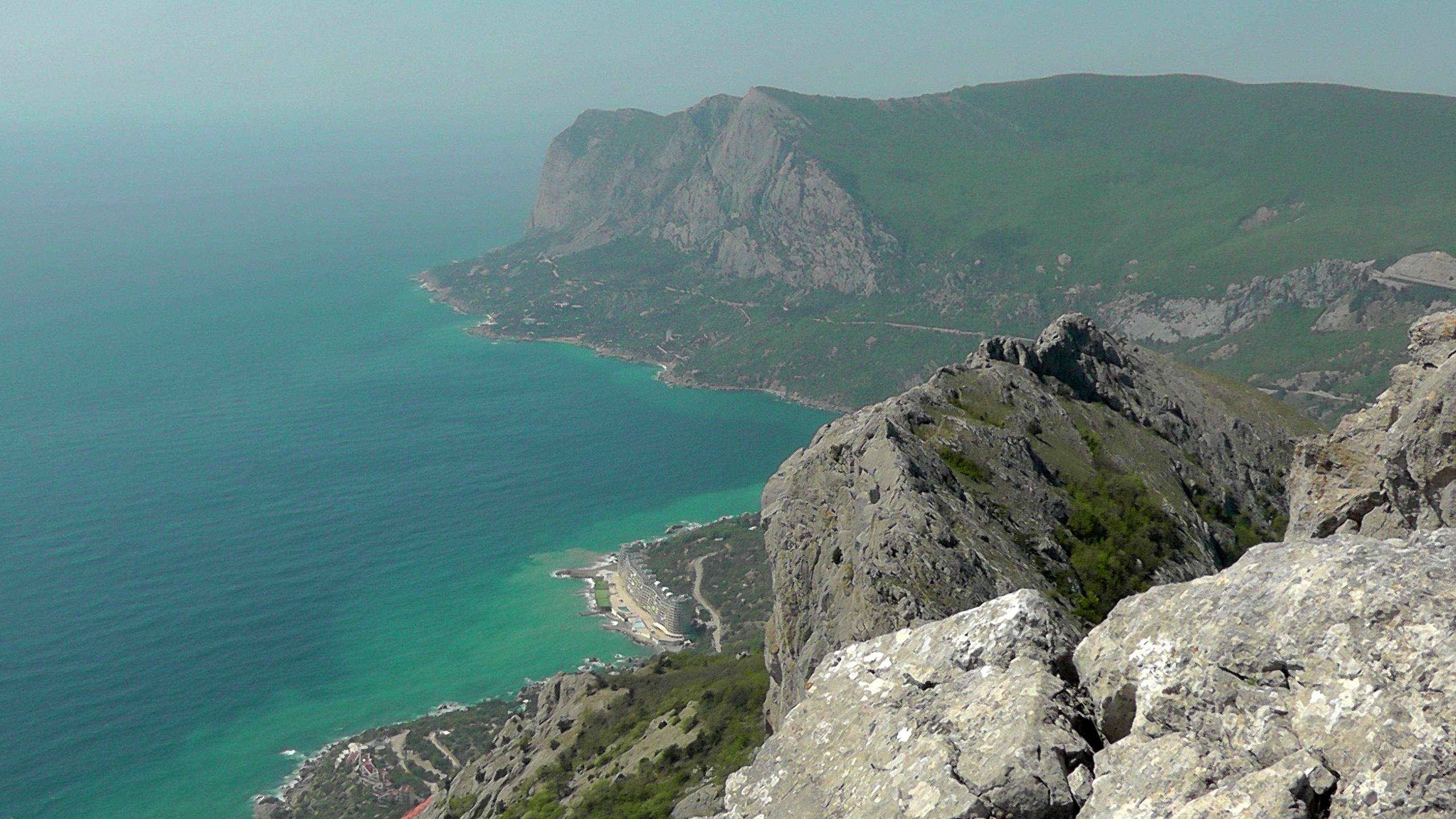
Bord de mer.

## Voir également
- Listes de réserves naturelles de Russie.
- Parcs nationaux de Russie.